# Real Club de Tenis de Gijón
El Real Club de Tenis de Gijón es un club deportivo privado situado en Somió, Gijón (Asturias, España). Tiene aproximadamente 2600 socios.

## Historia
A principios del siglo XX existían en Gijón el Skating and Tennis Club, ubicado en las inmediaciones de la plaza de toros de El Bibio, y el Gijón Lawn Tennis Club, que nace en 1911, auspiciado por Florencio Valdés Menéndez, quien cede parte de los jardines del Teatro de los Campos Elíseos, y en donde se organiza el I Campeonato de Asturias de Tenis masculino, en las modalidades de individuales y de dobles, y el Campeonato de España de 1920. La crisis económica de los años 1930 y la guerra civil española trajeron como consecuencia la desaparición del ambos clubes.
En 1961, al efectuarse la remodelación del Real Grupo de Cultura Covadonga y perderse dos pistas de tenis en sus instalaciones, un grupo de aficionados a este deporte comienza a organizarse para crear un nuevo club en Gijón donde se pudiera practicar el tenis y fundan el Club de Tenis de Gijón el 28 de septiembre de 1961, en una reunión celebrada en el Ateneo de Jovellanos, donde se constituye la primera Junta Directiva, con la aspiración de reunir 100 socios que con sus aportaciones pudieran adquirir unos terrenos donde construir las primeras canchas de juego. El objetivo se cumplió y se compraron unas fincas en Somió. En julio de 1963 se inauguraron sus primeras instalaciones. El edificio principal es obra de Mariano Marín Rodríguez-Rivas.
En 2012 el club fue la sede de entrenamiento del equipo de Estados Unidos que disputó la semifinal de la Copa Davis contra España.
El 17 de abril de 2018, el rey Felipe VI le concedió el título de "Real".

## Actividades Deportivas
Además de numerosos campeonatos sociales de tenis y pádel, el club organiza anualmente desde 1964 el Torneo Dionisio Nespral, que es un torneo del circuito mundial masculino de tenis ITF M25. También organiza un torneo MT100 del ITF World Tennis Masters Tour, y otro de la Blue Tennis Cup.

## Instalaciones

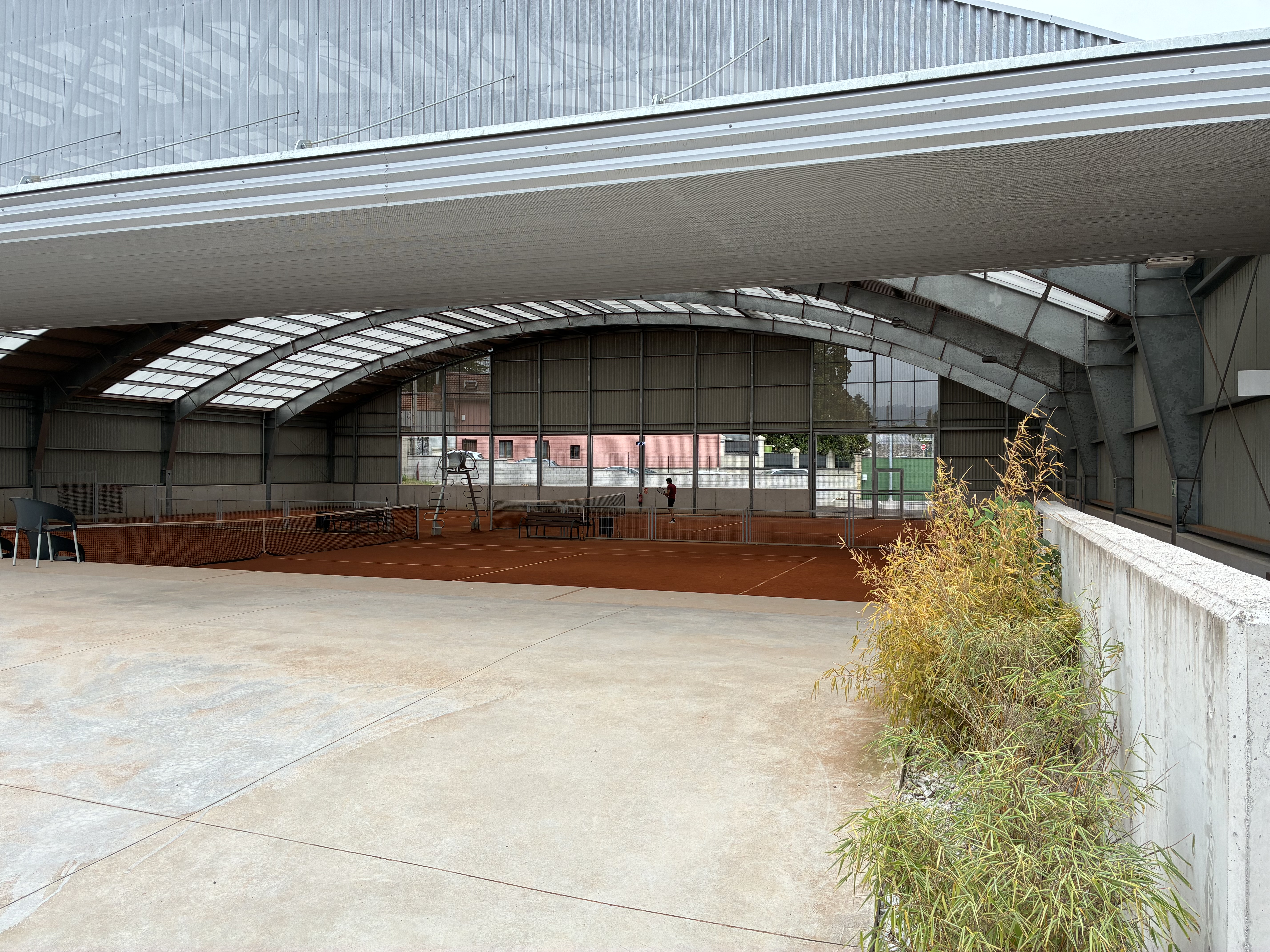
Pistas de tenis cubiertas.

- 7 pistas de tenis de tierra batida (3 de ellas cubiertas)
- 3 pistas de tenis duras de asfalto poroso
- 5 pistas de pádel cubiertas
- Frontón
- Campo de hierba de fútbol 7
- Ludoteca infantil
- 2 piscinas con solárium (infantil y adultos)
- Gimnasio
- Restaurante
- Cafetería
- Sala de bridge y parchís
- Salón social
- Sala polivalente (pilates, fitness, etc.)
- Terraza
- Salón de TV
- Zona juegos infantiles exterior
- Zona juegos infantil interior y salón TV infantil
- Sauna
- Sala de masajes